# Christa Klaß
Christa Klaß (n. 7 noiembrie 1951, Osann, Renania-Palatinat, Republica Federală Germania) este un om politic german (CDU), membru al Parlamentului European în perioada 1999-2004 din partea Germaniei.
1. ↑  Deputații în Parlamentul European